# Connessione a banda larga satellitare
La connessione a banda larga satellitare è un tipo di connessione ad Internet a larga banda utilizzata nei luoghi non coperti dal tradizionale ADSL terrestre.

## Descrizione
Questo tipo di connessione sfrutta l'utilizzo di uno speciale modem satellitare e un'antenna parabolica puntata su un satellite geostazionario. La qualità delle connessioni e la velocità massima raggiungibile restano nettamente inferiori rispetto all'ADSL terrestre e inoltre il costo risulta significativamente superiore.
L'unico vantaggio costituito dalla connessione satellitare è che rappresenta un servizio disponibile ovunque in ogni angolo del pianeta in virtù della copertura da parte delle reti satellitari.
È per questo considerata una delle possibili soluzioni al problema del divario digitale, per avere una connessione più veloce delle linee telefoniche, sebbene non sia stabile (frequenti cadute della linea), non abbia banda minima garantita, e la massima velocità di download sia generalmente inferiore alle ADSL su doppino. Non esiste un limite tecnico teorico alla velocità di download con il satellite, se non la banda disponibile e la saturazione di questa tra più utenti connessi.
Usi tipici sono quelli relativi a emergenze in posti non coperti da ADSL tramite postazioni mobili o in zone inospitali della Terra come deserti e oceani a uso di giornalisti, viaggiatori, esploratori, ecc. La parabola puntata verso il satellite crea una connessione always-on come l'ADSL su cavo (nessun numero deve essere composto).

## Tipi di connessione
I tipi di connessione satellitare sono due: bidirezionale e monodirezionale.

### Connessione monodirezionale
Con la connessione monodirezionale il traffico in download viene gestito con un modem satellitare, collegato ad una parabola puntata su un satellite; ma il traffico in upload viene gestito da un modem 56 kbit/s tradizionale collegato alla rete telefonica.
Utilizzando questo tipo di connessione non si può avere una "connessione sempre attiva" come per le ADSL terrestri e alte velocità possono essere raggiunte solo per il traffico in download.
Il costo di un abbonamento per usufruire della connessione satellitare è quasi il doppio rispetto ad un abbonamento per un'ADSL terrestre.
A questo va aggiunto il costo per la connessione 56 kbit/s, che serve per il traffico in upload.
È una soluzione ormai non più praticata.

### Connessione bidirezionale
È una soluzione analoga a quella ADSL, poiché sia il traffico in download che in upload viene gestito direttamente dal satellite tramite una parabola collegata ad un modem satellitare.
Oltre alla parabola e al modem satellitare non necessita di ulteriori dispositivi, per questo può essere utilizzata anche dove non c'è una linea telefonica.
Il costo di una connessione satellitare è divenuto assolutamente concorrenziale con le linee ADSL terrestri. I provider offrono questo servizio direttamente anche ai privati.
Oggi, infatti, un abbonamento flat ad una connessione bidirezionale partono da 20 €/mese. E fino a qualche anno fa partiva da almeno 400-500 €/mese, fino a oltre 1000 € mensili.
Sia la connessione monodirezionale che quella bidirezionale, hanno la latenza elevata nettamente superiore all'ADSL terrestre. Un ping satellitare impiega circa 500 ms contro i meno di 30 ms terrestri. Applicazioni che necessitano di bassa latenza ne risentono molto mentre applicazioni per download/upload di dati ne risentirebbero molto meno in quanto una volta iniziato il trasferimento i pacchetti si susseguono senza che la latenza abbia ad impattare. L'elevata latenza è data dal fatto che il pacchetto dati arriva sul satellite, distante circa 36000 km, quindi il segnale impiegherà circa 120 ms (36000 km/300000 km/s della velocità della luce) per raggiungere il satellite. Poi sul satellite viene inviato a terra al centro di controllo dove si effettua lo switching, successivamente viene inviato nuovamente sul satellite e ritorna a terra all'utilizzatore, 120 ms × 4 = 480 ms oltre al tempo di elaborazione a terra, si può considerare non inferiore a 500 ms totali.